# De mulieribus claris

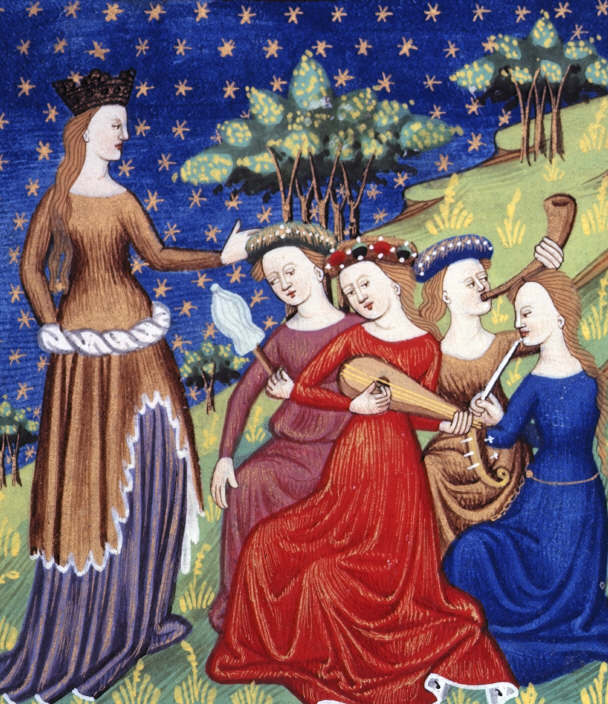
Miniatuur van musicerende vrouwen in de 15e-eeuwse Franse vertaling van de De claris mulieribus,. British Libray Royal 16 G. V; f.3v.

De mulieribus claris (Over beroemde vrouwen) is een verzameling van levensbeschrijvingen van beroemde historische, Bijbelse en mythische vrouwen geschreven door Giovanni Boccaccio in Certaldo tussen de zomer van 1361 en die van 1362. Het was opgedragen aan Andrea Acciaiuoli, gravin van Altavilla en zus van zijn goede vriend Niccolo Acciaiuoli. Het was de eerste verzameling van biografieën van vrouwen die in de westerse literatuur tot stand kwam. Boccaccio bleef het werk aanpassen tot aan zijn dood in 1375.

## Ontstaan
In het voorwoord schreef Boccaccio dat hij dit werk ondernam geïnspireerd door het werk van zijn vriend Petrarca over beroemde mannen, De viris illustribus. Dat zette hem aan een gelijkaardig werk te schrijven over beroemde vrouwen om voor het nageslacht de herinnering te bewaren aan vrouwen die bekend waren om hun grote daden. Hij voelde zich verplicht zowel de daden van slechte als van goede vrouwen te beschrijven, omdat volgens hem de weerzin die gewekt zou worden door de daden van slechte vrouwen des te meer zou aanzetten tot de deugdzaamheid getoond door de goede vrouwen.
Het werk ontstond volgens de studie van Zaccaria in negen fases. De hoofdmoot, een voorwoord en 102 hoofdstukken, werden geschreven in Certaldo in de zomer van 1361. In juni 1362 wordt hij uitgenodigd naar Napels door zijn vriend Niccolo Acciaiuoli. In Napels schrijft hij de opdracht aan Andrea Acciaiuoli, maar hij beschouwde zijn werk nog niet als voltooid. Vervolgens schrijft hij de huidige hoofdstukken XXXI en LXXX en aan enkele reeds bestaande hoofdstukken voegt hij moraliserende secties toe. Boccaccio zou overwogen hebben om het boek op te dragen aan koningin Johanna van Napels, maar zag daar uiteindelijk van af. Hij gaat nog jaren verder met het maken van kleine aanpassingen en het is pas tegen het einde van zijn leven dat hij een kopie maakt in een goed leesbaar script.

## Omschrijving
Het werk bestaat in zijn finale versie uit 104 hoofdstukken met 106 biografieën. De huidige publicaties bevatten meestal 106 hoofdstukken, één per biografie, maar in het  origineel waren XI en XII en XIX en XX samengevoegd omdat ze het levensverhaal van respectievelijk Marpesia en Lampedon en Orithya en Antiope beschreven, die nauw met elkaar waren verbonden.

## Receptie en invloed
Het werk werd door de tijdgenoten van Boccaccio erg geapprecieerd, te oordelen naar de meer dan honderd manuscripten die bewaard zijn gebleven en gezien het feit dat het bijna onmiddellijk vertaald werd naar het vernaculair door Donato degli Albanzani en fra Antonio de San Lupido. Ook in gedrukte versie werd het werk zeer populair; de editio princeps werd gedrukt door Johann Zainer in Ulm in 1473 en er volgden talrijke andere incunabelen, zowel van de Latijnse versie als van vertalingen. De eerste editie in de Nederlanden was van Aegidius van der Heerstraten in Leuven in 1487. De eerste Nederlandse vertaling verscheen in 1525 bij Claes de Grave in Antwerpen.
Daarnaast inspireerde het werk ook tal van andere schrijvers zoals onder meer Christine de Pizan in haar Livre de la Cité des dames, en Geoffrey Chaucer was de eerste Engelse vertaler van een deel van het werk: zijn Monk's Tale van de Canterbury Tales bevat een vertaling van het volledige hoofdstuk van Zenobia uit de De mulieribus claris als een van de verhalen. Maar ook in de 15e en 16e eeuw waren er nog tal van auteurs die zich lieten inspireren door Boccaccio's werk, zoals Alonso van Cartagena in zijn De las mujeres ilustres, Thomas Elyot in zijn Defense of Good Women, Giovanni Sabbadino degli Arienti met Gynevera de la clare donne, Iacopo Filippo Forest met zijn De plurimis claris selectisque mulierbus en Jean Lemaire de Belges in zijn Couronne margaritique.

## De 106 beroemde vrouwen
- 1. Eva, de eerste vrouw volgens de Bijbel
- 2. Semiramis, een legendarische Assyrische koningin
- 3. Ops, de vrouw van Saturnus
- 4. Juno, de heerseres van de hemelen
- 5. Ceres, godin van de oogst en koningin van Sicilië
- 6. Minerva, een personificatie van de goddelijke macht van het verstand.
- 7. Venus, de Romeinse godin van de liefde en koningin van Cyprus
- 8. Isis, koningin en godin van Egypte
- 9. Europa, een Fenicische prinses op wie oppergod Zeus het wellustig oog liet vallen
- 10. Libya, koningin van Libië
- 11 en 12. Marpesia en Lampedo, koninginnen van de Amazones
- 13. Thisbe, een meisje uit Babylon
- 14. Hypermnestra, koningin van the Argiven en priesteres van Juno
- 15. Niobe, koningin van Thebe
- 16. Hypsipyle, koningin van Limnos
- 17. Medea, koningin van Colchis
- 18. Arachne, de spinster
- 19 en 20. Orithyia en Antiope, koninginnen van de Amazones
- 21. De Sibille van Erythrae
- 22. Medusa, de dochter van Phorcys en Ceto
- 23. Iole, de dochter van koning Eurytus van de mythische stad Oechalia.
- 24. Deianira, de vrouw van Herakles
- 25. Iocaste, koningin van Thebes
- 26. Almathea de Sibille van Cumaea
- 27. Carmenta, dochter van koning Ionius
- 28. Prokris, de vrouw van Cephalus
- 29. Argia, de vrouw van Polynices en dochter van koning Adrastus
- 30. Manto, de dochter van Tiresias
- 31. De vrouwen van de Minyers
- 32. Penthesilea, koningin van de Amazones
- 33. Polyxena, dochter van koning Priamus van Troje
- 34. Hecuba, koningin van Troje
- 35. Cassandra, dochter van koning Priamus van Troje
- 36. Clytemnestra, koningin van Mycene
- 37. Helena, de vrouw van koning Menelaos
- 38. Circe, dochter van de zon
- 39. Camilla, koningin van de Volsken
- 40. Penelope, de vrouw van Odysseus
- 41. Lavinia, koningin van Laurentum
- 42. Dido, of Elissa, koningin van Carthago
- 43. Koningin van Sheba, koningin van Ethiopië
- 44. Pamphile, de dochter van Platea
- 45. Rhea Ilia, een Vestaalse maagd
- 46. Tanaquil, de vrouw van koning Tarquinius Priscus
- 47. Sappho, dichteres van het eiland Lesbos
- 48. Lucretia, de vrouw van Lucius Tarquinius Collatinus
- 49. Tamyris, koningin van Scythië
- 50. Leaena, een hetaere
- 51. Atalja, koningin van Juda
- 52. Cloelia, een Romeinse maagd
- 53. Hippo, een Griekse vrouw
- 54. Megullia Dotata, een Romeinse vrouw
- 55. Veturia, een Romeinse vrouw
- 56. Thamyris, een Griekse schilderes
- 57. Artemisia I, koningin van Halicarnassus
- 58. Verginia, een Romeinse maagd, dochter van Virginius
- 59. Eirene, een Griekse schilderes
- 60. Leontium, een leerlinge van Epicurus
- 61. Olympias, koningin van Macedonië en moeder van Alexander de Grote
- 62. Claudia, een vestaalse maagd
- 63. Virginia, de vrouw van Lucius Volumnius Flamma Violens
- 64. Flora de godin van de lente en de bloemen
- 65. Een jonge Romeinse vrouw
- 66. Marcia, een Romeinse schilderes
- 67. Sulpicia, de vrouw van Quintus Fulvius Flaccus
- 68. Harmonia, de dochter van  Gelon, zoon van Hiëro II van Syracuse
- 69. Busa of Canosa di Puglia, een dame van adel uit Canosoa in Puglia
- 70. Sophonisba, een Carthaagse, koningin van Numidië
- 71. Theoxena, dochter van prins Herodicus van Thessalië
- 72. Laodice van Cappadocia of Berenice, koningin van Cappadocië
- 73. Chiomara, de vrouw van Orgiagon the Galatiër
- 74. Aemilia Paula Tertia, de vrouw van Scipio Africanus
- 75. Dripetrua, de dochter van Laodice van Cappadocië
- 76. Sempronia, de dochter van Gaius Sempronius Gracchus
- 77. Claudia Quinta, een Romeinse vrouw
- 78. Hypsicratea, Koningin van Pontus
- 79. Sempronia, een Romeinse vrouw
- 80. De vrouwen van de Cimbri
- 81. Julia, dochter van Julius Caesar
- 82. Portia, dochter van Cato Uticensis
- 83. Curia, de vrouw van Quintus Lucretius
- 84. Hortensia, dochter van Quintus Hortensius Hortalus
- 85. Sulpicia, de vrouw van Lucius Cornelius Lentulus Crus
- 86. Cornificia, een Romeinse dichteres
- 87. Mariamne, koningin van Juda, de vrouw van Herodes de Grote
- 88. Cleopatra, koningin van Egypte
- 89. Antonia Minor, de dochter van Marcus Antonius
- 90. Agrippina, de vrouw van Germanicus
- 91. Paulina, een Romeinse vrouw
- 92. Agrippina, de moeder van keizer Nero
- 93. Epicharis, een vrijgekochte Romeinse slavin die deelnam aan een samenzwering tegen Nero
- 94. Pompeia Paulina, de vrouw van Seneca
- 95. Poppaea Sabina, de vrouw van Nero
- 96. Triaria, de vrouw van Lucius Vitellius
- 97. Faltonia Betitia Proba, een Romeinse christelijke dichteres
- 98. Faustina de Jongere, de vrouw van Marcus Aurelius
- 99. Julia Soaemias, Romeinse keizerin
- 100. Zenobia, koningin van Palmyra
- 101. Pausin Johanna, een legendarische vrouwelijke paus
- 102. Irene van Byzantium, keizerin van het Byzantijnse Rijk
- 103. Gualdrada, een meisje uit Florence
- 104. Constance, keizerin van het Heilige Roomse Rijk en koningin van Sicilië
- 105. Camiola Turinga, een Sienese rijke weduwe
- 106. Johanna I van Napels, koningin van Napels

## Weblinks
- Franse vertaling van De mulieribus claris op Gallica.